# Ladislav Vácha
Ladislav Vácha (21 mars 1899 – 28 juin 1943 à Zlín) était un gymnaste tchécoslovaque. 

## Palmarès

### Jeux olympiques
- Paris 1924
  -  médaille de bronze aux anneaux
  -  médaille de bronze à la montée de corde

- Amsterdam 1928
  -  médaille d'or aux barres parallèles
  -  médaille d'argent aux anneaux
  -  médaille d'argent par équipes

### Championnats du monde
- Lyon 1926
  -  médaille d'or aux barres parallèles
  -  médaille d'argent aux anneaux
  -  médaille de bronze au concours général individuel
  -  médaille de bronze au cheval d'arçons
  -  médaille de bronze à la barre fixe

- Luxembourg 1930
  -  médaille de bronze aux barres parallèles